# Верстак
Верста́к (от нем. Werkstatt — мастерская) — рабочий стол для обработки вручную изделий из металла, дерева и других материалов. Верстаки часто оборудованы различными приспособлениями (например, упорами, тисками) и ящиками для хранения инструмента и материалов. По видам работ различают столярные верстаки для обработки деревянных изделий и слесарные — для обработки изделий из металла.
На верстаке располагают необходимые инструменты, приспособления, материалы, детали, техническую документацию. Одноместные верстаки имеют высоту 0,8—0,9 м, ширину 0,7—0,8 м, длину 1,2—1,5 м. Двухместные и многоместные слесарные верстаки соответственно увеличены по длине. Для хранения инструментов и документации оборудуются ящиками, разделёнными на несколько ячеек. Удобны в работе верстаки с регулируемой в пределах 50—250 мм высотой.

## Слесарный верстак
Слесарный верстак — устойчивый, прочный металлический каркас с металлической крышкой толщиной 4—6 мм, имеющий трёхсторонние борта. Крышка покрывается листовым железом толщиной 1—1,5 мм, фанерой, листовым текстолитом, а для выполнения лекальных и других точных работ — линолеумом.
На крышке верстака могут крепиться слесарные тиски.
Верстаки имеют мощную столешницу. Существует несколько вариантов столешниц. Оптимальным является плита МДФ толщиной 27-30 мм, покрытая листом из оцинкованного металла. Такая конструкция выдерживает большие нагрузки, удары молотка или кувалды. Оцинкованная столешница прекрасно очищается от грязи и выдерживает воздействия активных веществ (растворитель, бензин, масло).
Верстак применяется не только в качестве рабочей поверхности, но и для хранения всевозможных инструментов, деталей и оснастки.
Для этого разработаны тумбочки с разным количеством ящиков и полок. Конструкция ящиков претерпела сильные изменения. В отличие от первых моделей, где ящики двигались в металлических пазах тумбы, в современных верстаках используются специальные направляющие на подшипниках. Эти направляющие рассчитаны на большие нагрузки и увеличивают удобство использования, так как открывание ящиков происходит на всю длину с защитой от опрокидывания.

## Плотничий верстак
Как правило, эти верстаки имеют длину более шести метров. Преимущественно столешница изготавливается из дуба и покрывается олифой. У данных верстаков имеются различные вспомогательные конструкции и фиксаторы, например — тиски. Именно тиски помогут в фиксации даже целого ствола дерева. 
Конечно, по этой причине они должны обладать усиленной конструкцией, так как им нужно будет выдерживать очень серьезные веса. По идее, плотницкие верстаки являются усиленной версией столярных верстаков; как и столярные, плотницкие оборудуются различными ящиками и шкафчиками для хранения инструментов.

## Столярный верстак
Классический столярный верстак — стол, состоящий из подверстачья и крышки (верстачной доски). Подверстачье обычно изготовляют из мягкой древесины (сосны). Оно имеет две стойки, связанные между собой продольными брусками с помощью клиньев или винтов. 
Крышку делают из сухой древесины твёрдой породы (дуба, бука и др.) толщиной 60—80 мм и покрывают олифой. В задней боковой части верстачной доски имеется продольная впадина, используемая для хранения мелкого инструмента. 

В передней части верстачной доски установлены передние тиски для закрепления обрабатываемой детали. В задней части — прямоугольный вырез, в котором перемещаются задние тиски (коробка). Вдоль края верстачной доски имеется ряд отверстий, в которые вставляются деревянные чурки или специальные металлические гребёнки.

Классическая конструкция, предназначенная для фиксации деталей при ручной обработке, малопригодна при использовании электроинструментов, так как не обеспечивает достаточного количества вариантов крепления заготовок. Поэтому в настоящее время чаще применяются верстаки с большим количеством отверстий в столешнице, в которые ставятся различные упоры и струбцины.